# Johannes Angerbauer-Goldhoff
 (novembre 2014).
Johannes Angerbauer-Goldhoff (né en 1958 à Steyr) est un sculpteur conceptuel autrichien.

## Biographie
Johannes Angerbauer est le fils du plasticien métalliste Johann Angerbauer et la ciseleuse Gertrude Stolz. De 1972 à 1976, il fréquente la Höhere Technische Lehranstalt d'art et de design de Steyr. De 1977 à 1982, il étudie à l'université des arts et de design industriel de Linz auprès de Helmuth Gsöllpointner et d'Erwin Reiter. En 1982, il fait son service civil auprès des enfants handicapés de l'institut de Hartheim. Il reprend la même année l'atelier de ses parents. En 1989, il commencer à travailler avec l'or.
Johannes Angerbauer prend de 1977 à 1991 le pseudonyme de Johannes Goldhoff. En 2008, il devient Johannes Angerbauer-Goldhoff. Dans son œuvre, il combine des références politiques et sociales avec la richesse et la brillance du métal doré. Par ailleurs, il reverse une partie de l'argent qu'il gagne à des associations caritatives.